# Hicham Aboucherouane
Hicham Aboucherouane (El Aounat, 2 april 1981) is een Marokkaans voormalig profvoetballer die doorgaans als aanvaller speelde. Hij speelde voor clubs als Raja Casablanca en Lille OSC. Aboucherouane speelde 25 wedstrijden voor het Marokkaans voetbalelftal.

## Interlanddoelpunten
| #                                    | Datum            | Plaats                                | Tegenstander   | Score | Resultaat | Wedstrijd           |
| ------------------------------------ | ---------------- | ------------------------------------- | -------------- | ----- | --------- | ------------------- |
| 1                                    | 09 januari 2006  | Stade Moulay Abdallah, Rabat, Marokko | Congo-Kinshasa | 3-0   | Winst     | Vriendschappelijk   |
| 2                                    | 21 november 2007 | Stade de France, Parijs, Frankrijk    | Senegal        | 3-0   | Winst     | Vriendschappelijk   |
| 3                                    | 16 januari 2008  | Stade Mohammed V, Casablanca, Marokko | Angola         | 2-1   | Winst     | Vriendschappelijk   |
| 4                                    | 24 januari 2008  | Ohene Djan Stadium, Accra, Ghana      | Guinee         | 3-2   | Verlies   | ACN 2008            |
| 5                                    | 31 mei 2008      | Stade Mohammed V, Casablanca, Marokko | Ethiopië       | 3-0   | Winst     | WK2010-Kwalificatie |
| Laatst bijgewerkt: 23 september 2008 |                  |                                       |                |       |           |                     |